# Perigrapha
Perigrapha é um gênero de traça pertencente à família Arctiidae.